# 秦炯
秦炯，字尚之，浙江宁波府慈溪县人，清初政治人物。

## 生平
从父秦祖襄，晚明进士、徽州知府。秦炯工詩词，康熙二十一年（1682年）考中二甲進士，康熙二十八年（1689年）任福建詔安縣知縣。康熙二十九年（1690年），发动当地士绅、富户捐资兴办义学。

## 著作
康熙二十八年（1689年）上任，即决定重修《诏安县志》，历时五月完成，体例庞肃，是清初方志代表，称《康熙诏安县志》以名世。因詔安縣在福建省最南端，遥望台湾，县志也有记录晚明及当时“荷人”（即荷兰人）在台湾及福建附近海域的活动，为珍贵历史纪录。